# Edil
Edilul (latină: Aedilis) era un oficiu în Republica Romană. Având centrul în Roma, edilii erau responsabili de menținerea clădirilor publice și administrarea festivalurilor publice. De asemenea, ei dețineau puteri de a impune ordinea publică. Jumătate dintre edili erau din rândul plebeilor, iar cealaltă dintre patricieni. Cei din urmă erau numiți edili curule (aediles curules) și erau considerați magistrați curule.
Oficiul era în general deținut de către oameni tineri care intenționau să urmeze cursus honorum spre un oficiu politic înalt. Însă nu era o parte legală de cursus, ci doar un punct avantajos de a începe, ceea ce demonstra dedicația politicienilor aspiranți la serviciul public.